# Senda

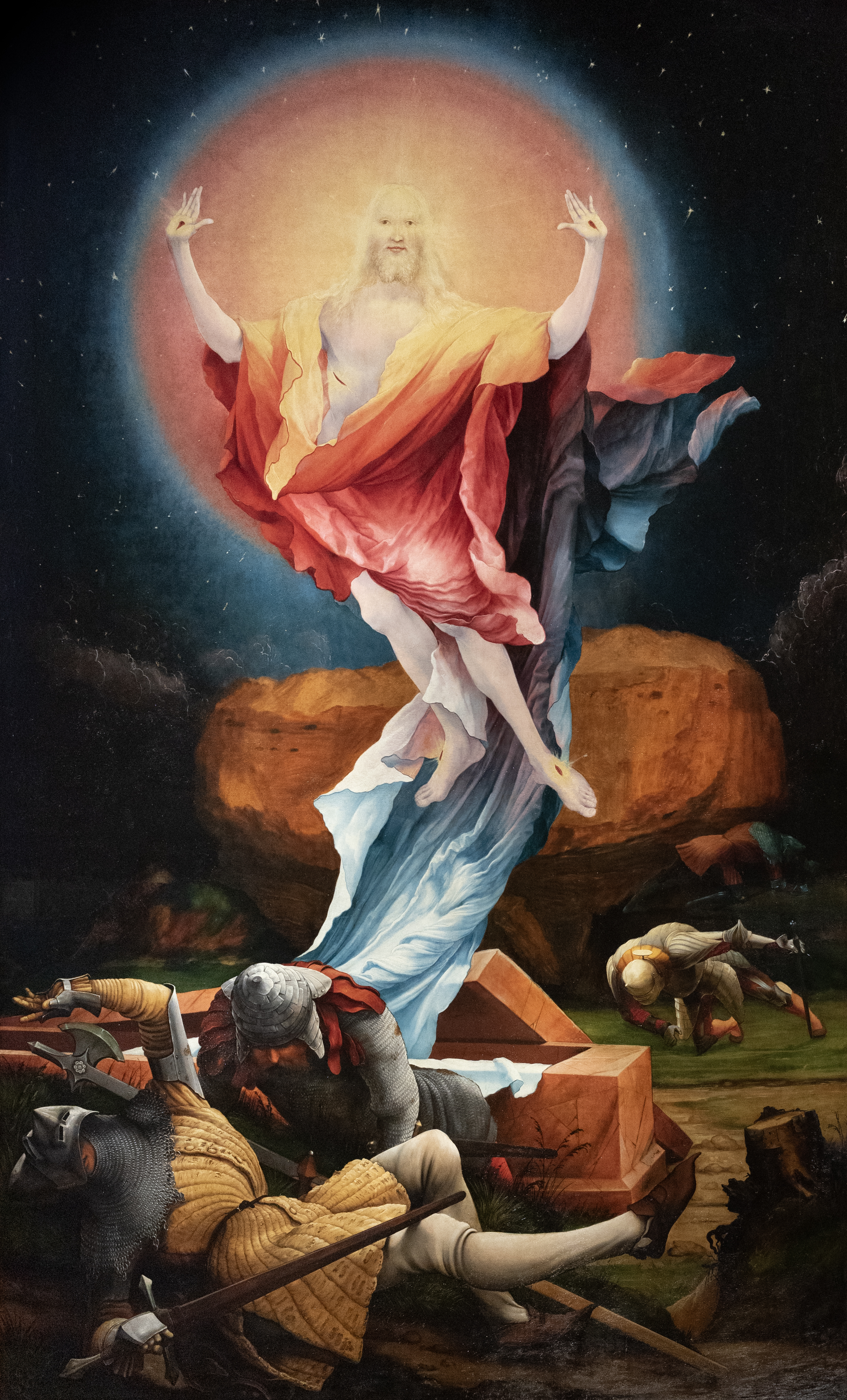
Grünewald: A Ressurreição de Cristo

Senda, Sendeiro ou Caminho, é o termo técnico empregado em escolas de religião ou filosofia esotérica para designar um suposto percurso de progresso espiritual daquele que aspira à iluminação, à união com o divino ou a alguma espécie de iniciação.

## A tradição Ocidental
O conceito, apesar de receber larga divulgação no ocidente após a obra teosófica de Helena Blavatsky, existe na tradição cristã desde a antiguidade, sendo conhecido como a Via Crucis (numa acepção interiorizada), ou o Caminho da Perfeição, descrito por místicos como Santa Teresa de Ávila e Jakob Böhme.
Na  filosofia e religião grega o mesmo Caminho era ensinado nos "mistérios" e discernido por trás da alegoria dos Doze Trabalhos de Hércules e de outros mitos solares de morte e ressurreição, indicando sempre um progressivo e trabalhoso auto-aprimoramento, abandono dos interesses mundanos e por fim um renascimento em um nível superior de consciência.

## Senda no hinduísmo
Para o hinduísmo a senda se divide em três ramos principais, que igualmente conduzem à união com o divino. A divisão hindu é como segue:
- Karma-yoga, ou Sendeiro da Ação, voltada para o trabalho altruísta,
- Jñana-yoga, ou Sendeiro do Conhecimento, buscando primariamente a sabedoria,
- Bhakti-yoga, ou Sendeiro da Devoção, centralizada no amor.

Todos estes caminhos, embora enfocando características específicas, com seu desenvolvimento obrigam à aquisição por igual de todas as virtudes que formam um rishi, ou santo completo, que trabalha, sabe e ama perfeitamente.

## Senda no budismo
Com um sistema próprio, a senda é descrita pelos budistas através da compreensão das Quatro Nobres Verdades, delineadas para o candidato realizar um diagnóstico inicial das causas do sofrimento, e indicando a seguir um método para eliminá-lo e atingir a iluminação através do cumprimento do Nobre Caminho Óctuplo, descrito no Magga-vibhanga Sutta como tendo as seguintes etapas:
- Visão ou Entendimento correto,
- Intenção ou Pensamento correto ,
- Palavra ou Linguagem correta,
- Atividade ou Ação correta,
- Modo de vida correto,
- Esforço correto,
- Atenção correta,
- Concentração correta.

## A visão teosófica
Blavatsky e outros teósofos depois dela descreveram com riqueza de detalhes técnicos o que constitui a Senda, suas etapas e divisões.
A primeira parte da Senda é chamada de Senda Probatória, quando o aspirante deve realizar um trabalho de purificação pessoal preliminar, e desenvolver várias virtudes elementares indispensáveis para um progresso ulterior, assim descritas:
- Viveka, ou discernimento entre o real e o irreal,
- Vairâgya, indiferença ou desapego de todas as coisas exteriores, passageiras e ilusórias,
- Chatsampatti, os seis atributos mentais necessários para trilhar o Sendeiro, que são Zama (domínio do pensamento), Dama (domínio da palavra e da ação), Uparati (tolerância), Titikcha (paciência), Sraddhâ (fé) e Samâdhâna (equilíbrio, equanimidade).
- Mumukcha, ou desejo de união com a divindade e de libertação do ciclo de renascimentos.

Cumpridos estes requisitos em grau apreciável - não é necessária a perfeição nesta etapa - o candidato é aceito formalmente como discípulo de algum Mestre de Sabedoria, recebe a Primeira Iniciação e entra com isso no Sendeiro do Discipulado, que possui suas próprias fases:

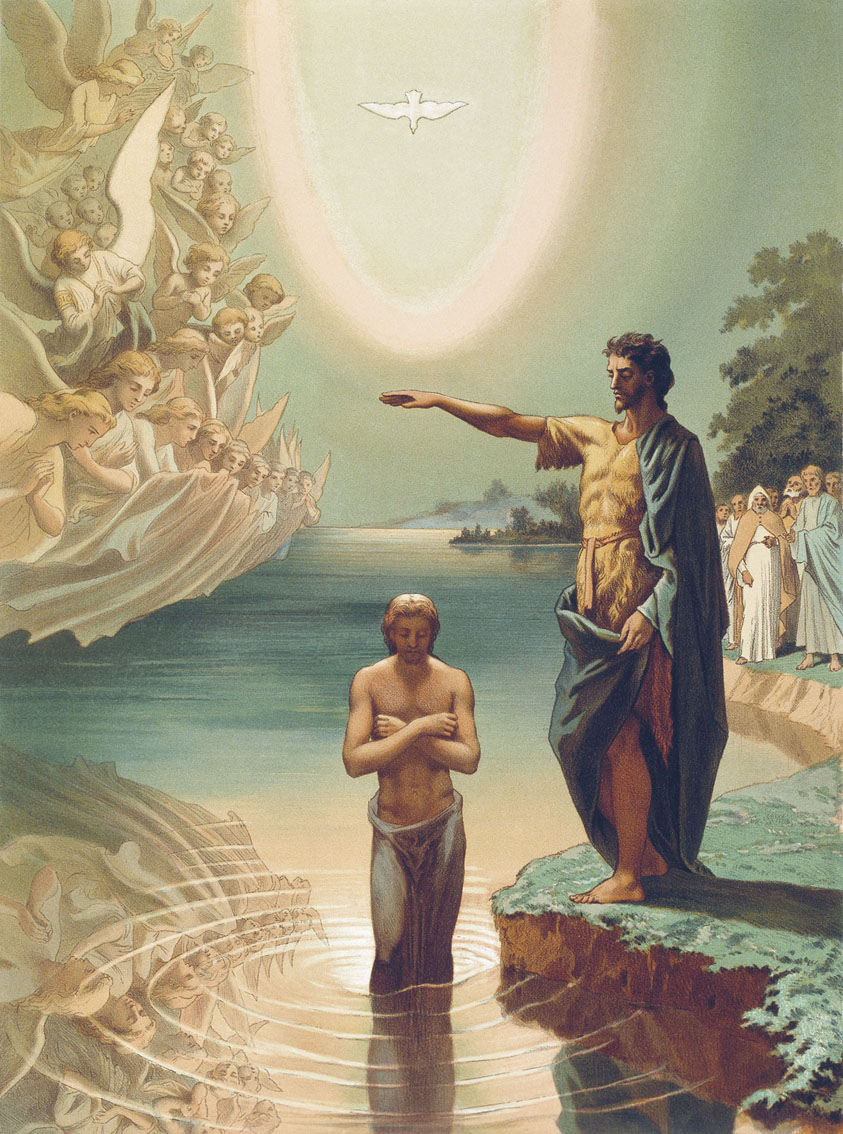
Gagarin: O Batismo de Cristo

- Parivrâjaka, ou Zrotâpatti, aquele que entrou na corrente, ou seja, está comprometido com a realização de tudo o que for necessário para chegar à meta final. Na simbologia cristã a Primeira Iniciação é representada pelo nascimento obscuro do Cristo na gruta (a gruta do coração, invisível para o profano). Ele é chamado de o mendigo errante, pois já não considera a Terra como sua morada verdadeira. Nesta fase ele deve eliminar a ilusão de um eu pessoal, a dúvida ou incerteza sobre a doutrina do Karma e da Reencarnação, sobre a eficácia do método ou sobre a capacidade do Mestre em instruí-lo no Caminho, e a superstição. Sendo bem sucedido, recebe a Segunda Iniciação.

- Kutîchaka, ou aquele que construiu uma cabana num lugar de paz, ou Sakadâgâmin, aquele que só renascerá mais uma vez, pois espera-se que nesta fase só seja necessária mais uma vida para chegar ao nível de Arhat, ou aquele que está salvo para sempre, significando que breve ficará livre da roda dos renascimentos. Aqui deve eliminar qualquer resíduo de orgulho e começar a trabalhar para trazer à consciência permanente o princípio intuicional, ou buddhi. Esta fase é simbolizada entre os cristãos como o Batismo e a Tentação no Deserto. O período é encerrado quando o candidato é aceito para a Terceira Iniciação.

- Hamsa, o cisne, aquele que canta antes da morte ou aquele que sabe separar a água do leite (o real do irreal), ou Anâgâmin, aquele que não renascerá mais neste mundo e compreende o que significa a máxima Eu sou Aquele. Na tradição cristã este período é simbolizado pela Transfiguração de Cristo, significando a união entre sua Individualidade espiritual e sua Personalidade manifesta na Terra. Durante este período o iniciado deve se libertar de todo traço de apego ao gozo de sensações, tipificada no amor terreno, e de toda a possibilidade de ódio. Isso não significa que ele não ame, mas ama de maneira altruísta e espiritual, ou que deixe de rejeitar o que é nocivo, mas o faz com tranquilidade, e não permitirá que quaisquer preferências pessoais interfiram com o seu trabalho espiritual. No final desta fase ele recebe a Quarta Iniciação e se torna um Arhat.

- Paramahamnsa, aquele que está além da individualidade ou do eu pessoal, é o Arhat, ou santo iluminado. Esta etapa é simbolizada pela agonia no Getsêmani, a Crucififação e a Ressurreição do Cristo interior de cada um. Os múltiplos talentos e virtudes que o candidato desenvolveu brilham sem possibilidade de ser ocultos, o que atrai a reação do mundo incompreensivo, e é uma fase de duras provas para aquele que trilha a Senda. A prova culminante é uma passagem pelo Avichi, o inferno dos hindus (na verdade não um local físico mas um estado interior de consciência), quando a pessoa experimenta por um breve momento um isolamento completo de tudo o que vive, incluindo Deus, o Mestre e seu próprio Espírito divino, sendo descrita como uma das mais terríveis experiências que qualquer pessoa pode suportar. Alguns fracassam, e têm de refazer o trabalho anterior para se capacitarem novamente. É a causa e a interpretação do lamento de Cristo na cruz, quando ele grita "Deus, meu Deus, por que me abandonaste?".

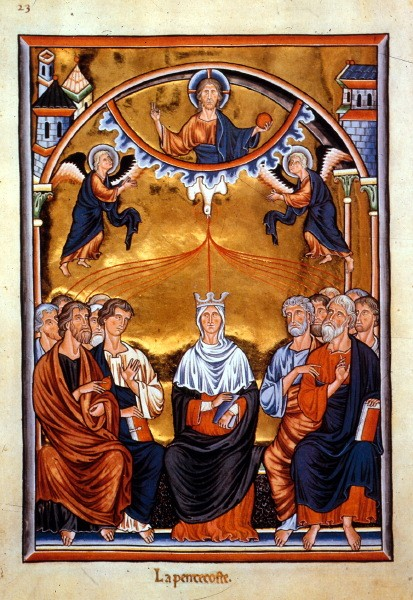
Saltério de Ingeborg: A descida do Espírito Santo

Conquistando sucesso sobre as provações, o Arhat - cujo título significa o venerável, o benemérito, o perfeito - está salvo, ou seja, já não é obrigado a reencarnar para continuar seu progresso (o qual não tem fim), mas pode fazê-lo voluntariamente para auxiliar o mundo e seus irmãos menores. Nesta condição exaltada sua consciência tem os primeiros acessos ao Nirvana, mas ainda não é considerado um ser verdadeiramente perfeito, e tem de realizar outras tarefas para capacitar-se para receber uma iniciação ainda mais alta. Ele deve romper definitivamente os cinco últimos grilhões, que são Ruparâga, ou desejo pela beleza da forma e desejo por uma vida numa forma, mesmo que seja no mundo celeste; Aruparâga, desejo de vida mesmo sem forma; Mâna, orgulho por suas realizações, e Uddaccha, a possibilidade de sentir qualquer agitação ou irritação por qualquer motivo que seja, mantendo uma serenidade inabalável em todas as situações. Recebendo a Quinta Iniciação, passa a se chamar
- Adepto, Mestre ou Asekha, aquele que realizou o propósito para o qual nasceu como homem. Já não lhe resta aprender mais nada no âmbito humano, e pode ser considerado com toda propriedade um super-homem.  Aqui se encontra paralelo com a Ascensão de Cristo e sua união com o Pai, e é seguida pela Descida do Espírito Santo, significando que a primeira coisa que o Adepto realiza é transmitir aos seus discípulos parte do poder que recebeu. Os hindus chamam este ser de Jivanmukta, o liberto, aquele que cumpriu com sucesso o trajeto da Senda de Perfeição.

Nada mais tendo a aprender aqui, o Adepto está livre para escolher seu próprio caminho a seguir, e pode ou permanecer ligado à Terra, para promover sua evolução, recebendo outras iniciações que incluem a de Chohan (Senhor), Mahachoan (Grande Senhor), Buda, Senhor do Mundo e Vigilante Silencioso, ou adentrar outras linhas de serviço completamente desligadas deste planeta.